# Notarchirico
Notarchirico es un yacimiento paleontropológico situado en las cercanías de Venosa, en la provincia de Potenza, Italia.
El yacimiento se dataría entre 400 000 y 500 000 años y se relaciona con el Achelense Medio. Presenta industria lítica y restos paleontológicos y destaca por contener industrias de Modo 1 y Modo 2 de las más antiguas de Europa, siendo una de las secuencias más completas del Paleolítico europeo. La fauna se compone de Palaeoloxodon antiquus, Rhinoceros sp., Bos, Bison, Dama y Megaceros, así como de un fragmento de fémur de Homo erectus.

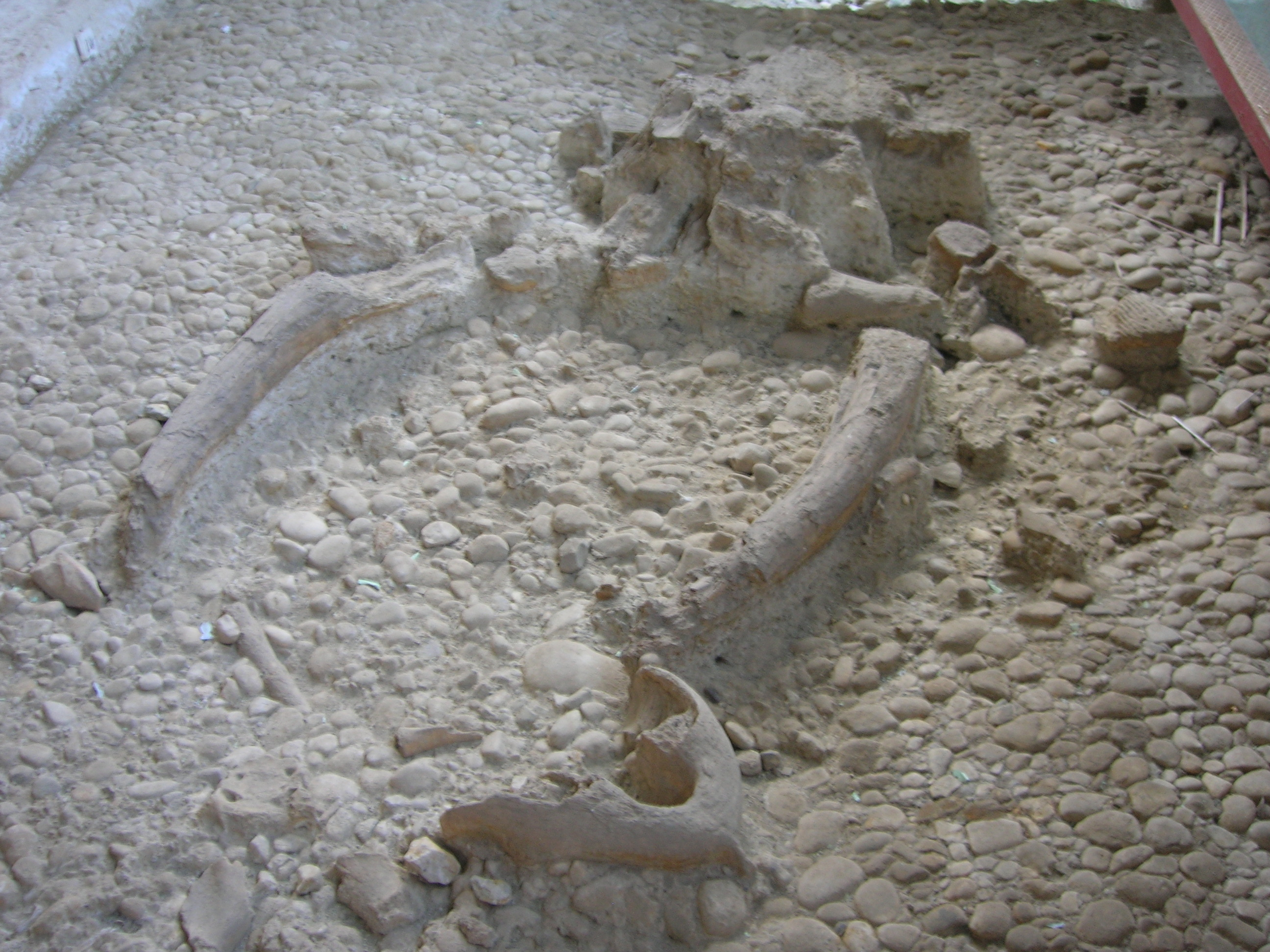
Fósil de un proboscídeo.
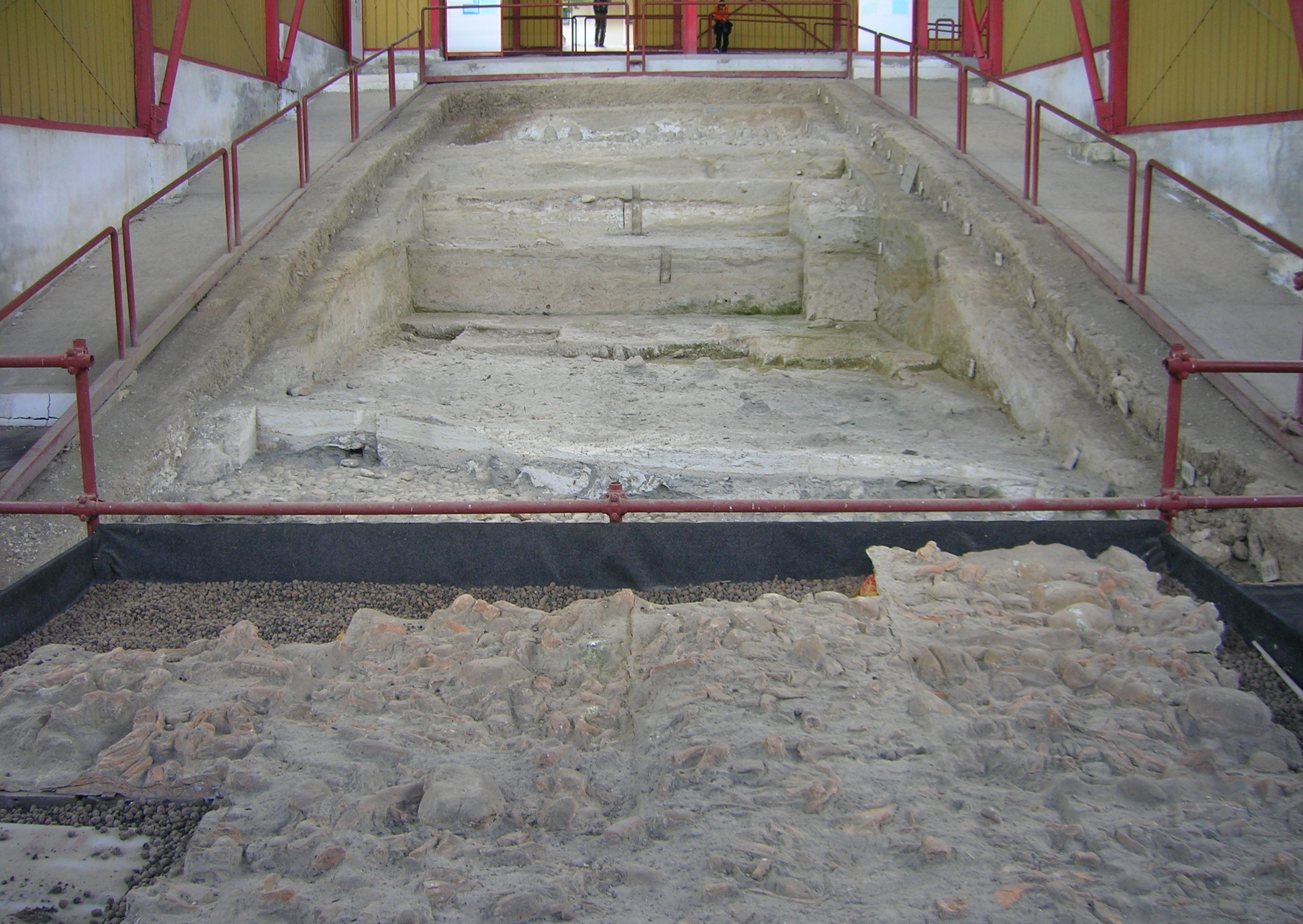
Secuencia estratigráfica.
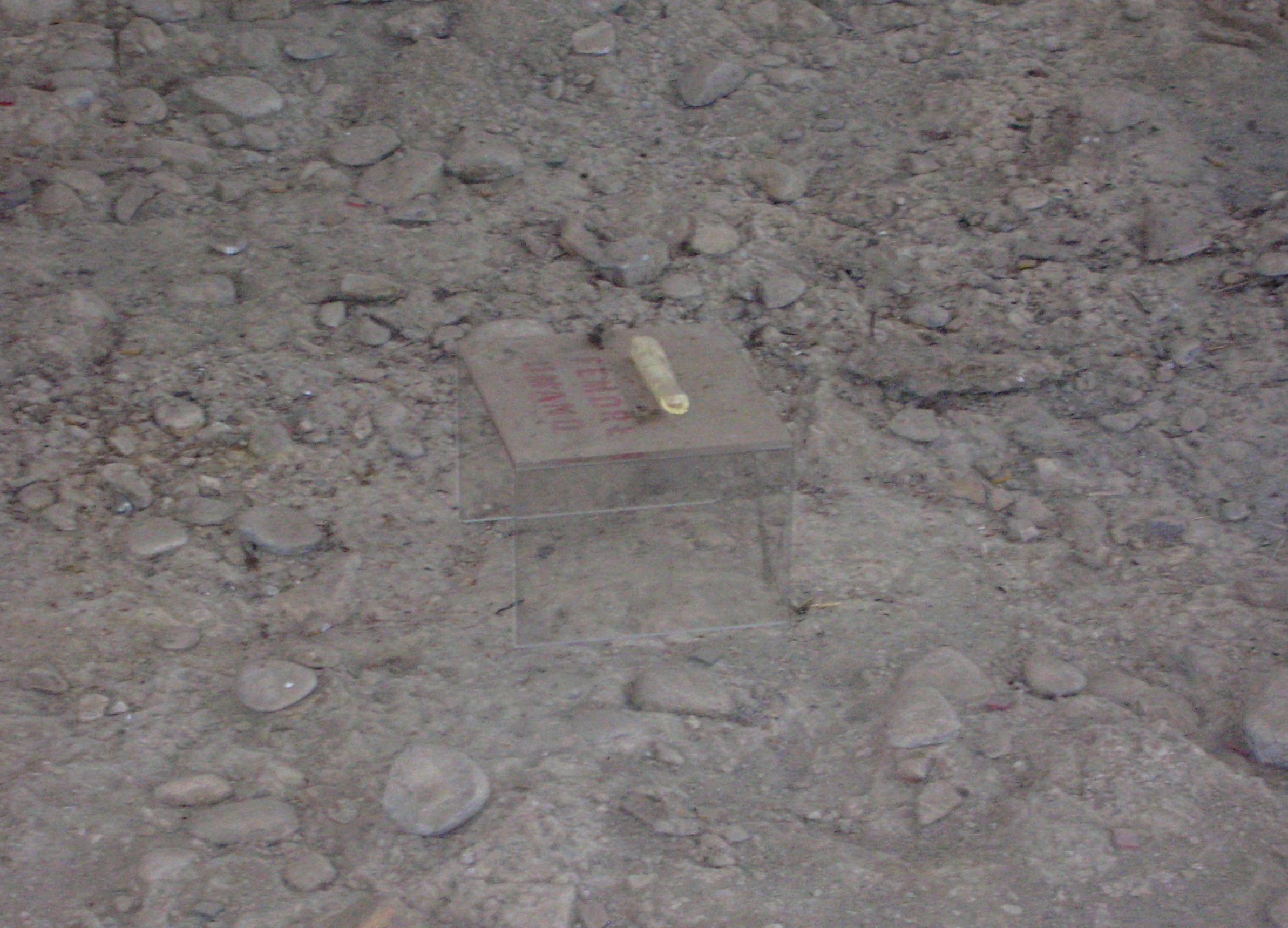
Fémur de Homo erectus.